# Homero Caro
Homero Héctor Caro Wilson fue un cantante y músico chileno, miembro de la llamada Nueva Canción Chilena, cuya carrera estuvo fuertemente influenciada por los cantautores Violeta Parra y Víctor Jara, quienes además lo apoyaron en sus primeros trabajos musicales.

## Inicios
Caro estudió en el Liceo Experimental Manuel de Salas, en Santiago de Chile, en donde se inició como músico al ganar un concurso musical en su juventud. Posteriormente estudió dos años en el Conservatorio Nacional de Música.

## Carrera musical
Su primera aparición en un disco oficial fue en el LP de varios intérpretes La carpa de La Reina, en 1966, donde compartió con Violeta Parra. En 1970 y 1971 participó en la segunda y tercera versiones del Festival de la Nueva Canción Chilena, con los temas «Canto por un niño muerto», en compañía de Agustín Álvarez, y «Vals en recuerdo del astronauta Víctor Patsayev», con Iván Marcos. A mediados de 1971 graba su primer álbum homónimo como solista, bajo el sello Peña de los Parra, de los hermanos Isabel y Ángel Parra, hijos de Violeta, distribuido por el sello DICAP y reseñado en su carátula por Víctor Jara. En dicho disco participan, además de este último, la banda Curacas y Payo Grondona.
Como proyecto paralelo, Homero participa con el Teatro del Nuevo Extremo, fundada por Pedro Orthous, en la obra La zapatera prodigiosa de Federico García Lorca, donde interpreta canciones de la Revolución Española, entre las que destaca «Los cuatro generales». Aquel prolífico año 1971 acaba con su participación con el tema «Palabra de hombre, mi niño» en el álbum colectivo Se cumple un año ¡¡¡y se cumple!!!, en el que participan otros reconocidos músicos de la Nueva Canción Chilena y el folclore chileno. Si bien se considera una persona política, por esos años se diferenciaba de sus pares en que éste no componía canciones de protesta, sino que estaba más ligado a la poesía y temáticas más sentimentales.

## Exilio y muerte
Producto del Golpe Militar que ocurre en Chile el 11 de septiembre de 1973, Homero Caro, abierto partidario de la Unidad Popular, debió refugiarse en una embajada para salir exiliado en dirección a Rumania y posteriormente a Francia, donde se radicó finalmente.
En Francia dejó la actividad artística y se instaló a vivir en Avignon, donde trabajó en el área de la salud, hasta 1994.
Homero Caro falleció en Gardanne, Francia, el 22 de octubre de 1995.

## Discografía
- 1971 - Homero Caro

### Colectivos
- 1966 - La carpa de La Reina
- 1968 - Voz para el camino
- 1971 - Se cumple un año ¡¡¡y se cumple!!!